# Universitat Isabel I
La Universitat Isabel I de Castella és una universitat privada espanyola. Ofereix ensenyament a distància, i té la seva seu central a Burgos, així com una seu a Valladolid i una altra a Miranda de Ebro. L'oferta docent consta de graus i màsters oficials en línia, a més de títols propis de postgrau i escola d'idiomes, tot adaptat a l'Espai Europeu d'Educació Superior.
Va ser fundada el 2008 i va ser reconeguda per les Corts de Castella i Lleó mitjançant la llei 3/2011. Al final del curs escolar 2015-2016, comptava amb uns 6.400 alumnes.